# Letrillas
Letrillas (en carballés Lletrillas) es una localidad española del municipio de Espadañedo, en la Zamora, comunidad autónoma de Castilla y León.

## Geografía física
Ubicación
Letrillas se encuentra situada al noroeste de la provincia de Zamora, en la comarca La Carballeda. Junto con las localidades de Carbajales de la Encomienda, Espadañedo, Faramontanos de la Sierra, Utrera de la Encomienda y Vega del Castillo, conforma el municipio de Espadañedo.
Clima
Letrillas tiene un clima mediterráneo continental con inviernos fríos y veranos cálidos.

## Historia
En la Edad Media, Letrillas quedó integrado en el Reino de León, cuyos monarcas acometieron la repoblación del oeste zamorano.
Posteriormente, durante la Edad Moderna, Letrillas estuvo integrado en el partido de Mombuey de la provincia de Zamora, tal y como reflejaba en 1773 Tomás López en Mapa de la Provincia de Zamora.
Así, al reestructurarse las provincias y crearse las actuales en 1833, la localidad se mantuvo en la provincia zamorana, dentro de la Región Leonesa, integrándose en 1834 en el partido judicial de Puebla de Sanabria.

## Demografía
| 5             | 5 | 5 | 5 | 4 | 4 | 3 |
| (Fuente: INE) |   |   |   |   |   |   |